# Chaitophorus mordvilkoi
Chaitophorus mordvilkoi är en insektsart. Chaitophorus mordvilkoi ingår i släktet Chaitophorus och familjen långrörsbladlöss. Inga underarter finns listade i Catalogue of Life.